# تکم‌چی
با توجه به قدمت تاریخی مراسم و آئین تکم گردانی در اردبیل به مناسبت فرا رسیدن بهار، این مراسم با ظاهرشدن افرادی موسوم به تکم و تکم چی درمحلات مختلف شهر آغاز می‌شد و مردم با مشاهده تکم چی‌ها خود را برای استقبال از بهار و عید نوروز آماده می‌کردند. تکم آیینی است که چند روز مانده به چهارشنبه‌سوری اجرا می‌شود. بر اساس رسمی دیرین در استان اردبیل در اسفندماه هر هفته جشنی برای استقبال از بهار برپا می‌شود و معمولاً مردم این جشن‌ها را در بین دو چهارشنبه آخر برپا می‌کنند.از معروفترین تکم گردانان اردبیل میتوان به موسی اصغرزاده اشاره کرد که در پاسداشت این فرهنگ سالها تلاش نموده بود.

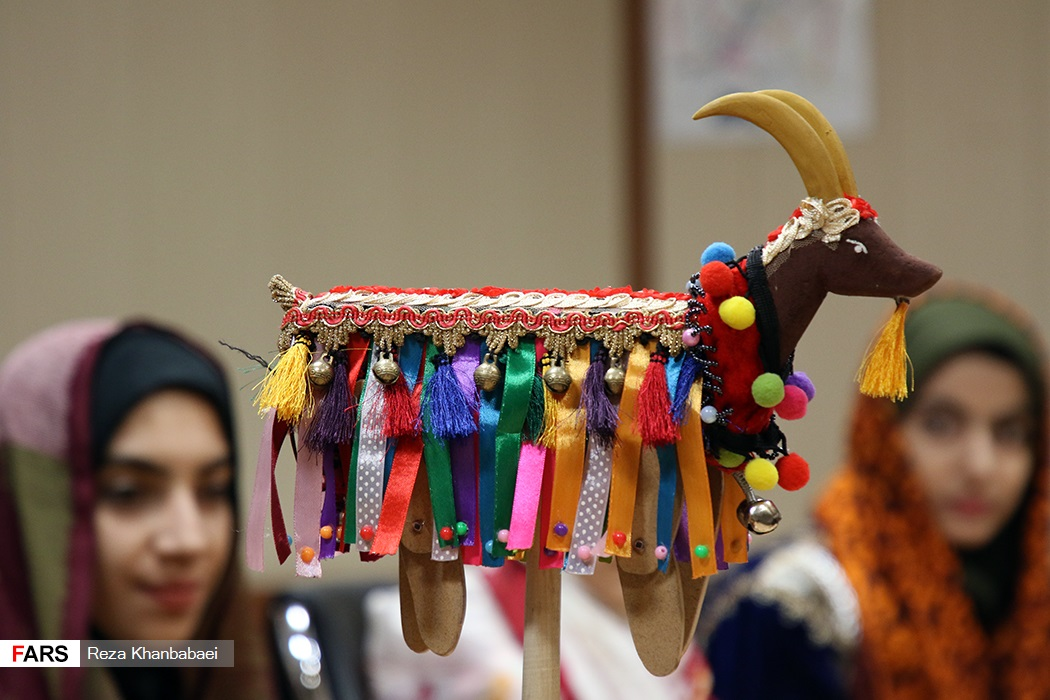
آئین تکم گردانی در اردبیل

تکم‌چی‌ها یا عروسک‌گردان‌های نوروزی، بشارت‌دهندگان بهار و نوروز در مناطق آذربایجانی‌نشین بوده‌اند. تکم چی‌ها با حرکت دادن تکم‌ها (عروسک‌های کوچک چوبی تزئین شده) و خواندن آواز به پیشواز بهار می‌روند. این نوع آیین‌های نمایشی از جوامع کشاورزی نشأت گرفته و به همین علت با طبیعت مأنوس می‌باشند. مهم‌ترین بخش آیین تکم‌گردانی خواندن اشعار آن است. نمایش‌های آیینی ساختار ساده، صمیمی و روان داشته و بیشتر بیانگر مفاهیم انسانی عصر خودشان است. 
تکم‌گردان‌ها
تکم‌گردان‌های آذربایجان در آستانه عید نوروز باستانی، با عروسک‌های بز، «تکه» و ماجراهای شیرینش به استقبال بهار طبیعت و سال نو می‌روند.
تکم‌گردانی یکی از آیین‌ها و سنت‌های رایج در آذربایجان در آستانه عید نوروز و سال نو خورشیدی است. «تکه» یا «تکم» واژه‌ای ترکی به معنای بز نر است و برگزارکننده این مراسم در حالی که عروسکی به شکل بز نر را در دست دارد و سر این بز را به این سو و آن سو تکان می‌دهد، شعرهایی شنیدنی دربارهٔ تکه و ماجراهای او را می‌خواند. تکم‌گردان در هر کوی و برزنی حاضر می‌شود و از مردم در قبال خواندن شعرهایش و بازی دادن «تکه» عروسکی‌اش هدیه و انعام می‌ستاند. تکم‌گردان‌ها این‌گونه آواز سرمی‌دهند:
بو تکه اویون ائدر/ قوردونان قول بویون ائدر/ یئغار کندین دویوسون/ چَپیشینین تویون ائدر
به فارسی:(این بز نر بازی می‌کند. با گرگ همراه می شود.محصول برنج روستا را جمع‌آوری می‌کند و برای بزغاله‌اش جشن عروسی به پا می‌کند)
بو تکه آختا تکه/ بویونوندا وار نوختا تکه
گاه قول اولار ساتئلار، گاهدا چئخار تاختا تکه
به فارسی:(این بز نر، بز نر اخته که طنابی بر گردنش بسته شده‌است گاه غلام و برده می‌شود و به فروش می‌رسد و گاه پادشاه می‌شود و بر تخت سلطنت تکیه می‌دهد)

## تکم
واژه تَکَم Takam از دو بخش ˈتکهˈ و ˈمˈ تشکیل شده‌است. ˈتکهˈ در زبان ترکی به معنی بز نر قوی هیکل که همیشه در راس گله حرکت می‌کند و گله را به چراگاه و محلهای معین هدایت می‌کند و ˈمˈ ضمیر ملکی دوم شخص مفرد است و تکم در واقع به معنی ˈبز نر منˈ است. تکم عروسکی است که به شکل حیوانی چهار دست وپا از تخته ساخته می‌شد که دستها و پاهایش متناسب با بدن گردانده می‌شود. تکم چی‌ها از دهه آخر اسفند ماه با حرکت دادن نمایشی تکم و جمع‌آوری هدایایی فرا رسیدن سال جدید را به مردم نوید می‌دادند. این مراسم در بین دو چهارشنبه آخر یعنی ˈکول چرشنبهˈ و ˈگول چرشنبهˈ صورت می‌گیرد.

## ثبت مراسم آئین تکم گردانی اردبیل در فهرست میراث ناملموس کشور
در تیر ماه ۱۳۹۰ مراسم تکم گردانی اردبیل به مناسبت فرا رسیدن بهار که از قدمت تاریخی برخوردار است در فهرست میراث ناملموس کشور به ثبت رسید.

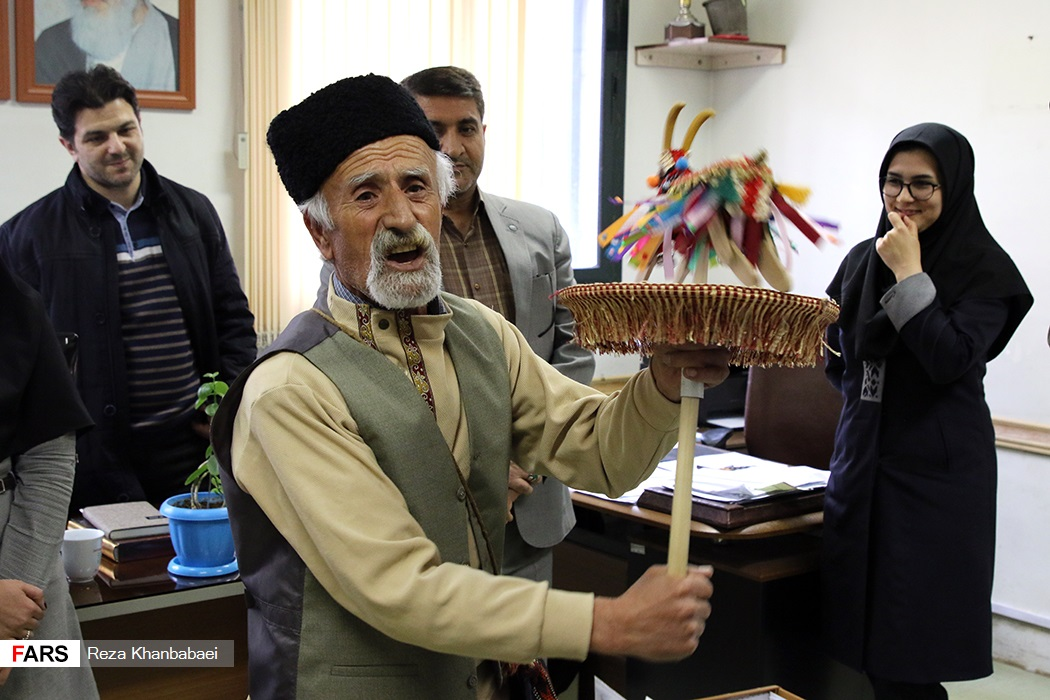
مراسم تکم گردانی در بیمارستان امام خمینی اردبیل
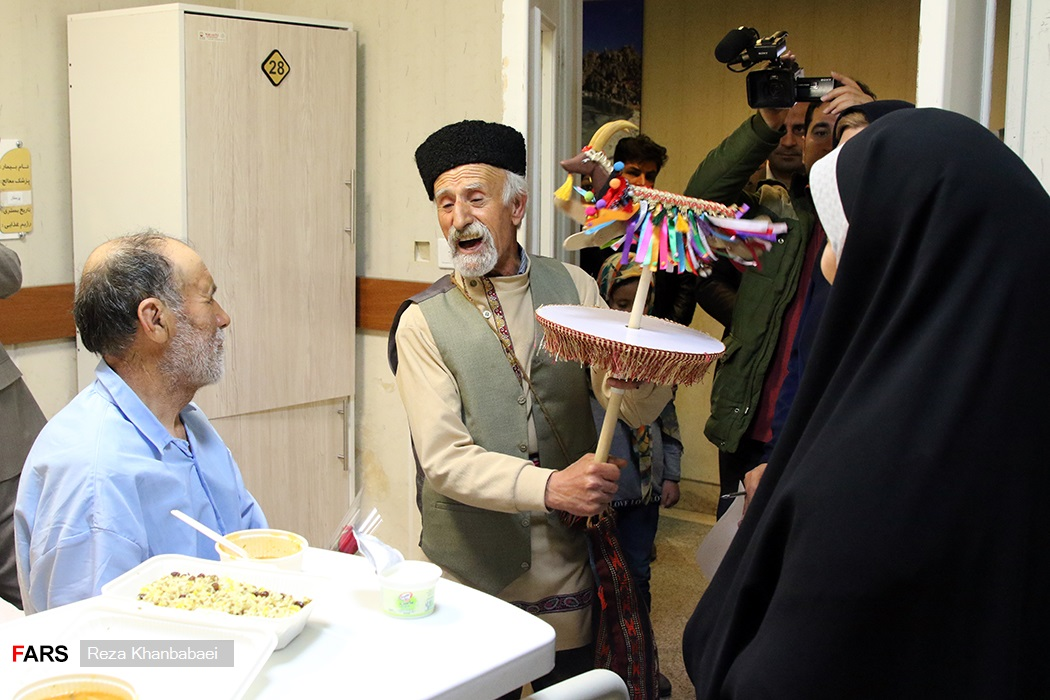
مراسم تکم گردانی در بیمارستان امام خمینی اردبیل
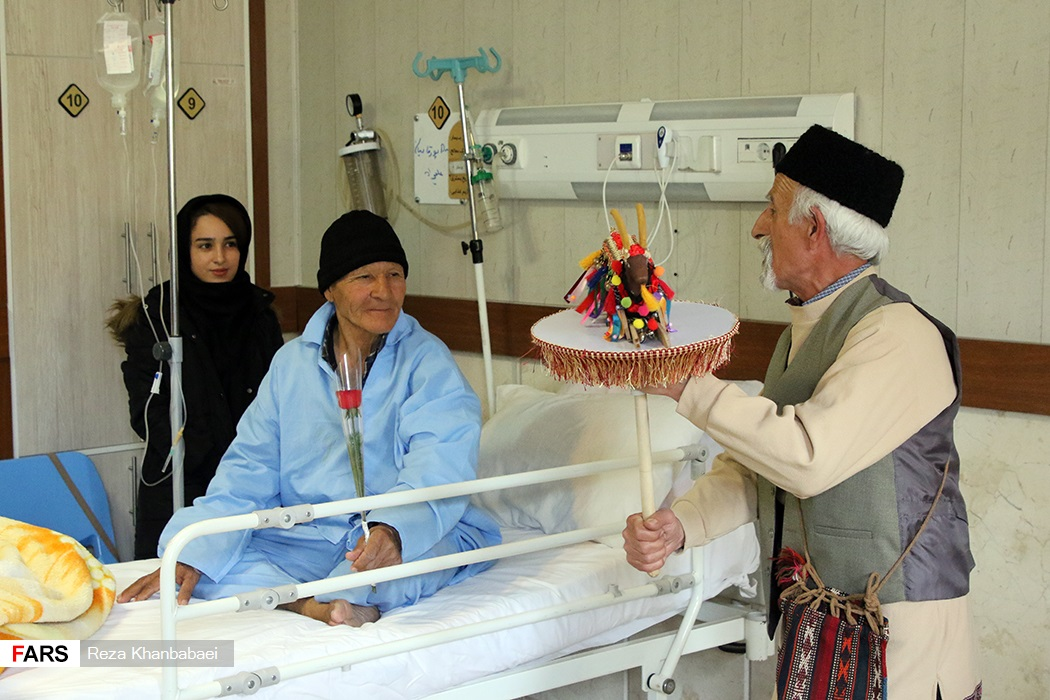
مراسم تکم گردانی در بیمارستان امام خمینی اردبیل